# British Army
British Army er den britiske hær. Sammen med Royal Navy og Royal Air Force udgør den Storbritanniens væbnede styrker. Per januar 2025 bestod hæren af 73.847 trænede, professionelle soldater i aktiv tjeneste.

## Ekstern henvisning
- Wikimedia Commons har flere filer relateret til British Army
- Official website of the British Army

| Militær | Spire Denne artikel om militær er en spire som bør udbygges. Du er velkommen til at hjælpe Wikipedia ved at udvide den. |